# Анталовецкая Поляна

Анталове́цкая Поля́на — вершина в Украинских Карпатах. Расположена в западной части хребта Маковица (часть Вулканического хребта), в пределах Ужгородского района Закарпатской области.
Высота 968 м. Северные и северо-западные склоны крутые, южные и восточные — более пологие. Покрыта почти сплошными лесами (дуб, граб, бук). Здесь растут краснокнижные виды растений — подснежник обычный, белладонна, лилия лесная, из характерных представителей фауны встречаются совы, дятлы, косули, барсуки, куницы и т. д..
Севернее Анталовецькой Поляны расположен хребет Синатория, на восток — гора Маковица (978 м), на юго-запад — гора Дил (793 м). Западные склоны горы спускаются в долину реки Уж, северные — в долину реки Турьи.
Ближайшие населенные пункты: с. Анталовцы, с. Ореховица, с. Каменица.

## Интересные факты
На вершине горы и на её склонах осталось немало следов бурного прошлого Анталовецькой Поляны.
- При самой вершине расположена воронкообразная впадина, образовавшаяся в результате извержения древнего вулкана. С востока кратера воронку окружает живописная группа базальтовых утесов.
- К северу от вершины на высоте 700 м расположено Ворочивское озеро вулканического происхождения.
- С южной стороны холма, на котором возвышается Невицкий замок, стоит столб вулканического туфа высотой 10 метров. На его вершине растет дерево.
- За час ходьбы от замка (в сторону вершины) у стремительного поворота дороги расположена каменная чаша, высеченная из цельного куска андезита. В чашу поступает вода из источника.
- Гора известна тем, что на ней разбились два самолёта. Следы от аварии сохранились по сей день.